# Lesotho na Letnich Igrzyskach Olimpijskich 2016
Lesotho na Letnich Igrzyskach Olimpijskich 2016, które odbyły się w Rio de Janeiro, reprezentowało 8 zawodników – 7 mężczyzn i 1 kobieta.
Był to jedenasty start reprezentacji Lesotho na letnich igrzyskach olimpijskich.

## Reprezentanci

### Boks
Mężczyźni
| Zawodnik           | Konkurencja  | 1/16             | 1/8              | Ćwierćfinał      | Półfinał         | Finał            | Finał   |
| Zawodnik           | Konkurencja  | Przeciwnik Wynik | Przeciwnik Wynik | Przeciwnik Wynik | Przeciwnik Wynik | Przeciwnik Wynik | Miejsce |
| ------------------ | ------------ | ---------------- | ---------------- | ---------------- | ---------------- | ---------------- | ------- |
| Moroke Mokhotho    | waga musza   | Kharroubi P 0-3  | NQ               | NQ               | NQ               | NQ               | NQ      |
| Inkululeko Suntele | waga kogucia | Mhamdi P 0-3     | NQ               | NQ               | NQ               | NQ               | NQ      |

### Kolarstwo

#### Kolarstwo górskie
Mężczyźni
| Zawodnik        | Konkurencja | Czas | Miejsce |
| --------------- | ----------- | ---- | ------- |
| Phetetso Monese | mężczyźni   | DNF  | DNF     |

### Lekkoatletyka
Mężczyźni
| Zawodnik         | Konkurencja | Eliminacje | Eliminacje | Ćwierćfinał | Ćwierćfinał | Półfinał | Półfinał | Finał   | Finał   |
| Zawodnik         | Konkurencja | Wynik      | Miejsce    | Wynik       | Miejsce     | Wynik    | Miejsce  | Wynik   | Miejsce |
| ---------------- | ----------- | ---------- | ---------- | ----------- | ----------- | -------- | -------- | ------- | ------- |
| Mosito Lehata    | 100 m       | BYE        | BYE        | 10,25       | 4.          | NQ       | NQ       | NQ      | NQ      |
| Mosito Lehata    | 200 m       | 20,65      | 7          | —           | —           | NQ       | NQ       | NQ      | NQ      |
| Namakoe Nkhasi   | 5000 m      | 13:41,92   | 15.        | —           | —           | —        | —        | NQ      | NQ      |
| Tsepo Mathibelle | maraton     | —          | —          | —           | —           | —        | —        | DNF     | DNF     |
| Lebenya Nkoka    | maraton     | —          | —          | —           | —           | —        | —        | 2:25:13 | 95.     |

Kobiety
| Zawodniczka   | Konkurencja | Eliminacje | Eliminacje | Półfinał | Półfinał | Finał | Finał   |
| Zawodniczka   | Konkurencja | Wynik      | Miejsce    | Wynik    | Miejsce  | Wynik | Miejsce |
| ------------- | ----------- | ---------- | ---------- | -------- | -------- | ----- | ------- |
| Tsepang Sello | 800 m       | 2:10,22    | 8.         | NQ       | NQ       | NQ    | NQ      |